# Der Polizist und das Mädchen
Der Polizist und das Mädchen ist ein Fernsehkrimi im Stil des modernen Film noir des deutschen Regisseurs Rainer Kaufmann aus dem Jahr 2018. Er erzählt vom Umgang eines sonst vorbildlichen Polizisten mit einem von ihm verursachten Verkehrsunfall.
Uraufführung war am 4. Juli 2018 auf dem Filmfest München. Der Film wurde am 24. September 2018 erstmals im ZDF ausgestrahlt.

## Handlung
Martin Manz ist Polizist in der bayerischen Provinz, liebevoller Ehemann der hochschwangeren Anja, vorbildlicher Sohn, der sich rührend um seinen alten Vater kümmert, und angesehener Vorstand im Handballverein.
Er muss den Unfall von Miriam untersuchen. Sie wurde nachts im Wald von einem Auto angefahren und ist die Tochter seines besten Freundes Frank. Sie liegt im Koma und es ist ungewiss, ob sie je wieder erwachen wird. Ihr Vater will denjenigen finden, der seiner Tochter das angetan hat, vernachlässigt dabei seine Arbeit, seine Handball-Jugendmannschaft, deren Trainer er ist und greift sogar einen Unbeteiligten an, weil dieser ein beschädigtes Auto fährt und ihm nicht verraten will, wie der Schaden entstanden ist.
Martin lässt Beweise des Unfalls verschwinden, versteckt sein beschädigtes Auto in der Scheune seines Vaters und versucht, Frank von der Suche nach dem Täter abzubringen. Walter Nachtheim, der alkoholkranke pensionierte Arzt seines Vaters, hat durchschaut, dass Martin der Unfallfahrer sein muss, und setzt ihm eine Frist, um sich zu stellen. Martin setzt mehrmals an, seiner Frau alles zu gestehen und verfasst einen Brief an Frank, doch nie kann er sich dazu durchringen, reinen Tisch zu machen.
Also versucht er, mehr Zeit herauszuhandeln und den Arzt mit einer hohen Geldsumme zum Schweigen zu bringen. Doch nachdem er seiner Frau fest zugesagt hat, ein Haus zu kaufen, kann er das Angebot nicht aufrechterhalten. Er besucht den Arzt in dessen Haus, erschlägt ihn und manipuliert dessen Wohnung so, dass es wie ein tödlicher Treppensturz erscheint. Dem Auto des Arztes fügt er Beschädigungen zu, wie sie zu dem Unfall von Miriam passen. Als Martin glaubt, er habe sein Leben wieder im Griff, sieht Frank durch Zufall dessen beschädigtes Auto in der Scheune. Er wartet in der Polizeidienststelle auf seinen Freund, fordert ihn auf, sich sofort zu stellen, und als Martin zögert, stürzt Frank sich auf ihn und verprügelt ihn. Nachdem er von Martin abgelassen hat, erschießt dieser seinen besten Freund und gibt später an, aus Notwehr gehandelt zu haben.
In der Schlussszene wird er von seinem Verein für seine Heldentaten geehrt. Im Publikum sitzt – im Rollstuhl – auch Miriam, sein erstes Opfer, und starrt ihn stumm an.

## Produktion
Der Polizist und das Mädchen wurde im Auftrag des ZDF von der Wiedemann & Berg Filmproduktion München hergestellt. Redakteurinnen beim ZDF waren Caroline von Senden und Alexandra Staib.
Die Dreharbeiten fanden vom 26. Juni 2017 bis 27. Juli 2017 in München und Umgebung statt.

## Kritiken
Thilo Wydra vom Tagesspiegel meint, dieser „farbige, moderne Film noir“ sei „von hoher Suggestionskraft“ und „einem seltenen Manipulationspotenzial“; Rainer Kaufmann arbeite nach einem ähnlichen Prinzip wie Alfred Hitchcock einst: Obwohl von Beginn an klar sei, dass der vermeintlich gute Polizist der Böse sei, müsse man als Zuschauer ihm folgen und Sympathien für ihn entwickeln. Damit stecke man in einem veritablen Dilemma. Hier sei „ein kleines Meisterstück des zeitgenössischen deutschen Fernsehfilms gelungen“.
Tilmann P. Gangloff sah einen „verblüffend“ fesselnden Film, der gegen Ende „ausgesprochen spannend“ werde. Das sei auch der Fähigkeit des Hauptdarstellers Albrecht Schuch zu verdanken, der die „enorme Intensität der widersprüchlichen Emotionen, die in Martin brodeln, subtil zu vermitteln“ vermag. Die Inszenierung sei zurückhaltend; in warmen erdigen Farben werde eine Idylle erzeugt, die durch die Musik von Richard Ruzicka konterkariert und dadurch als trügerisch kenntlich werde.
Rainer Tittelbach sieht die Stärke dieses Films in der Erzählperspektive und der „Politik der Emotionen“, die es dem Zuschauer erlaube, „sich auf die Seite der Hauptfigur zu schlagen“, ihn damit emotional an sie binde. In dieser Verstrickung sei der Zuschauer angehalten, sich ein eigenes Urteil zu bilden.

## Verweise
- Der Polizist und das Mädchen ZDF
- Der Polizist und das Mädchen bei IMDb
- Der Polizist und das Mädchen bei filmportal.de